# 408
| [ Edytuj tabelę ] |                                             |
| Cesarz Bizancjum  | - 395 Arkadiusz 408 - 408 Teodozjusz II 450 |
| Władca Guptów     | - 375 Ćandragupta II 414                    |
| Chan Hunów        | - 390 Uldin 411                             |
| Władca Korei      | - 391 Kwanggaet’o Wielki 413                |
| Papież            | - 401 Innocenty I 417                       |
| Król Persji       | - 399 Jezdegerd I 420                       |
| Cesarz Rzymu      | - 395 Flawiusz Honoriusz 423                |
| Król Wandalów     | - 406 Gunderyk 428                          |
| Król Wizygotów    | - 395 Alaryk 410                            |

Rok 408 / CDVIII
stulecia: IV wiek ~
V wiek ~
VI wiek

lata: 398 «
403 «
404 «
405 «
406 «
407 «
408
» 409
» 410
» 411
» 412
» 413
» 418

## Wydarzenia
- 1 maja – Teodozjusz II został cesarzem bizantyjskim.
- 22 sierpnia – Stylicho został zamordowany w Rawennie.
- Po splądrowaniu znacznej części Italii wojska Alaryka przystąpiły do oblężenia Rzymu, odstąpiły po otrzymaniu ogromnego okupu.
- Codex Theodosianus: zebranie ustaw wydanych przez Konstantyna Wielkiego i jego następców.

## Zmarli
- Stylicho, wódz rzymski, zamordowany